# Serraglio (recinto)

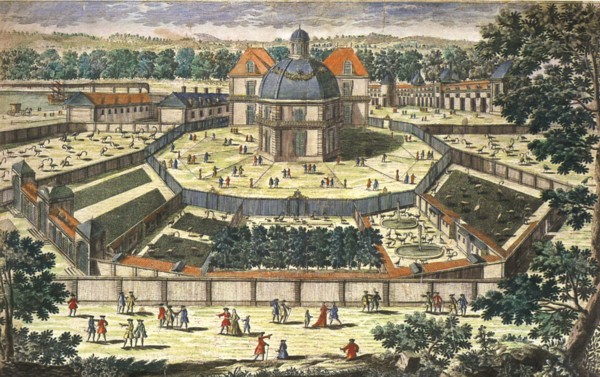
La ménagerie royale di Versailles costruita da Luigi XIV. Si noti la struttura "a serraglio" che circonda il padiglione centrale.

Una ménagerie (in italiano anche serraglio) è una struttura architettonica (solitamente una serie di gabbie o recinti) presente nei parchi pubblici, negli zoo o nei grandi palazzi reali del mondo dove venivano tenuti animali e uccelli. Il nome con cui tale edificio è noto è derivato dal latino tardo serraculum che indica appunto un recinto, una parte chiusa, un serraglio per piccoli animali e volatili. 
Il termine si può riferire anche al luogo dove si trova tale collezione ed è un precursore del moderno giardino zoologico. Il termine è stato usato per la prima volta nella Francia del XVII secolo in riferimento alla gestione degli animali domestici. In seguito è stato usato principalmente per riferirsi a collezioni di animali tenute da reali o aristocratici. L'enciclopedia francese Encyclopédie Méthodique del 1782 definisce il termine "ménagerie" come "un'installazione di lussi e curiosità". In seguito il termine indicò anche collezioni di animali itineranti che esibivano animali selvaggi nelle fiere americane ed europee.

## Storia

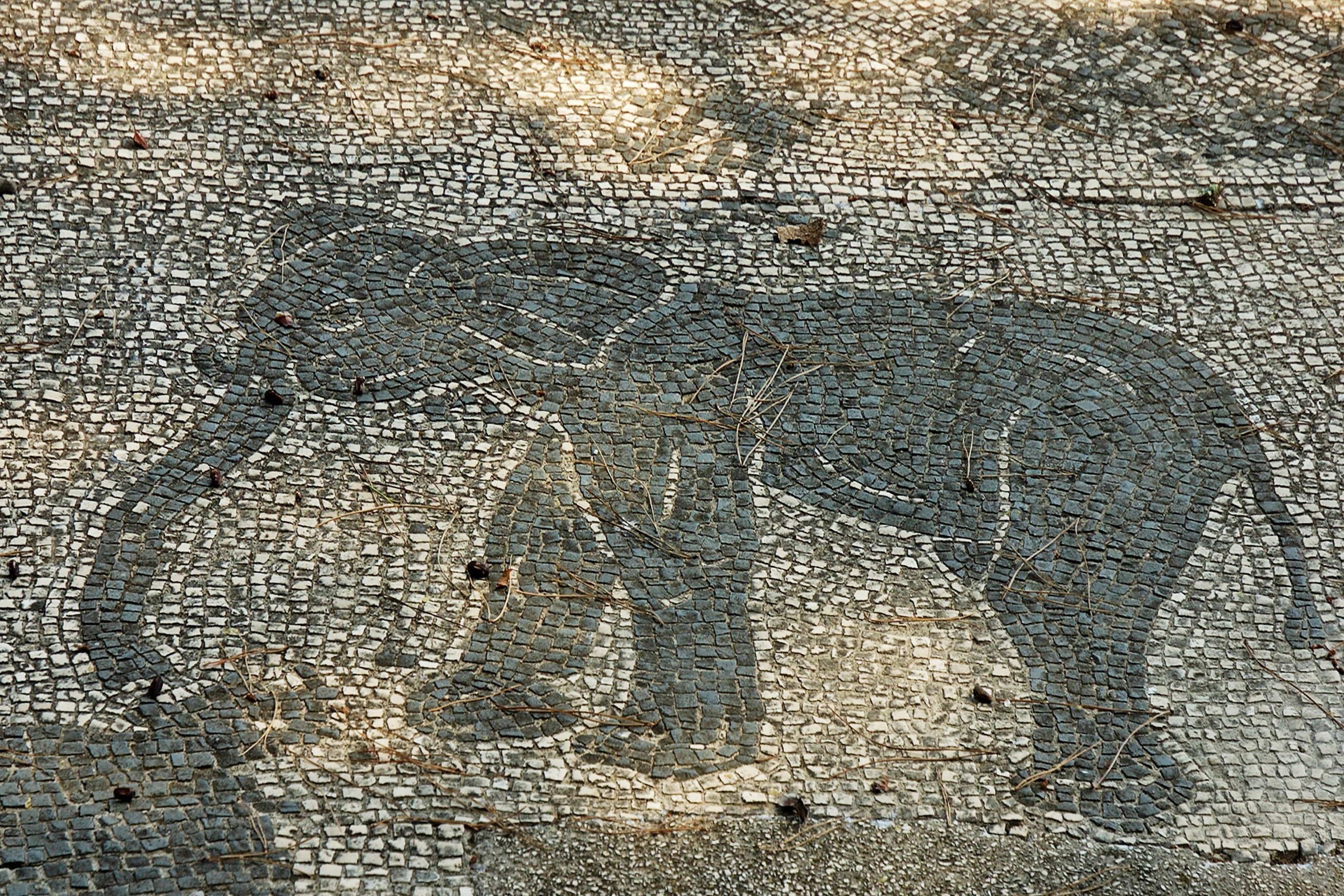
Mosaico raffigurante un elefante presso Ostia antica.

Sin dall'antichità, l'uso del serraglio all'interno dei palazzi dell'aristocrazia era un elemento importante. Gli egizi furono tra i primi ad adottarlo presso le residenze dei faraoni per mostrare agli ospiti più illustri specie animali esotiche o feroci, o esemplari particolarmente rari. I serragli iniziarono a diffondersi particolarmente in età romana quando, in particolare dall'Africa, vennero importati leoni, tigri ed elefanti di cui gli imperatori facevano sfoggio. In particolare, nel grande palazzo imperiale di Porto, era presente un grande serraglio.
Con l'avvento del medioevo, i serragli conobbero una leggera inflessione, venendo sostituiti da voliere per l'allevamento dei falconi (particolarmente richiesti per la caccia) o per uccelli decorativi, ma non mancarono serragli contenenti ad esempio orsi.
L'epoca d'oro dei serragli fu indubbiamente inaugurata nel Seicento da Luigi XIV. Con la costruzione della sua reggia e prima ancora dell'escavazione del Grand Canal, il serraglio di Versailles venne concepito e realizzato per manifestare l'onnipotenza del sovrano. Con l'epoca del Re Sole il serraglio divenne noto col nome francese menagerie. Fu dalla medesima epoca che, accanto ai serragli, iniziarono a svilupparsi altri due filoni funzionali: il primo era di natura scientifica, con l'inizio dello studio dell'anatomia comparata degli animali, mentre il secondo era di natura più meramente pratica. I serragli divennero infatti il luogo ideale per ospitare anche le fattorie destinate ad approvvigionare la tavola reale, non solo allevando gli animali destinati poi al consumo diretto, ma anche e soprattutto gli animali destinati alle cacce.
Aree come Versailles o altre grandi residenze, comprendevano spesso vasti parchi destinati alla caccia della corte, ma non sempre in essi erano disponibili gli animali da cacciare o meglio, con l'alto consumo giornaliero, spesso questi venivano a mancare di numero e così facendo si rischiava di compromettere uno dei passatempi più amati tra XVII e XVIII secolo. Per ovviare a questo vengono realizzati, nel complesso del serraglio, non solo delle gabbie per uccelli quali pernici o fagiani, ma anche piccole case riparate per accogliere cervi e daini da allevare e poi liberare all'interno delle vaste tenute di caccia. A questo scopo, all'interno dei grandi giardini nacquero le più grandi casine di caccia che ebbero una rapida diffusione in tutto il mondo: in Italia si ricordano alcuni esempi di ménagerie di spicco come quelle di Villa Arconati presso Castellazzo di Bollate (citata dal Goldoni).

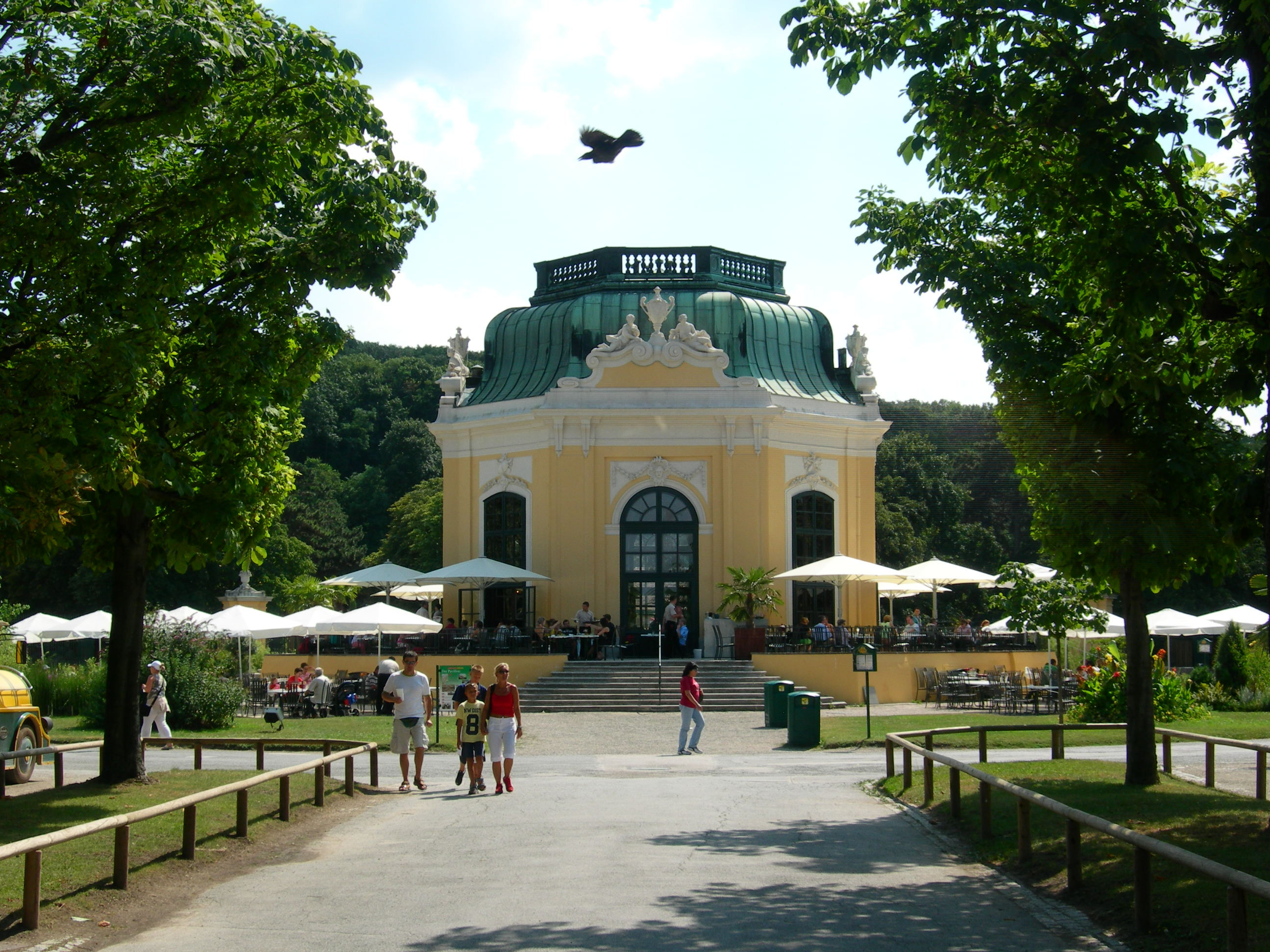
Il padiglione centrale del Tiergarten del Palazzo di Schönbrunn.

Gli animali presenti nel serraglio fungevano anche come soggetti per le pitture a carattere scientifico od estetico. Il Livre des oiseaux de la menagerie de Versailles del 1710, attribuito a Nicholas Bertin, presenta 35 acquerelli raffiguranti volatili e mammiferi. Con il Settecento e l'Illuminismo, il serraglio andò espandendosi, ma abbandonando sempre più l'aspetto estetico o di glorificazione del potere regio a vantaggio dell'analisi scientifica. Francesco Stefano di Lorena, a Vienna, fece realizzare il Tiergarten del Palazzo di Schönbrunn affinché gli studiosi potessero dedicarsi maggiormente agli studi anatomici e comportamentali sugli animali vivi, seppur tenuti in cattività, dando così il proprio contributo allo sviluppo della scienza alla corte viennese di cui egli stesso fu un notevole appassionato. Ancora nella seconda metà del Settecento, l'imperatore Giuseppe II, organizzava delle spedizioni in tutto il mondo per reperire animali da aggiungere alla collezione del proprio giardino zoologico, in particolare da quando questo venne aperto al pubblico nel 1779. Esempi simili si trovano anche nella Reggia di Caserta (XVIII secolo) e nella Palazzina di caccia di Stupinigi (1814).

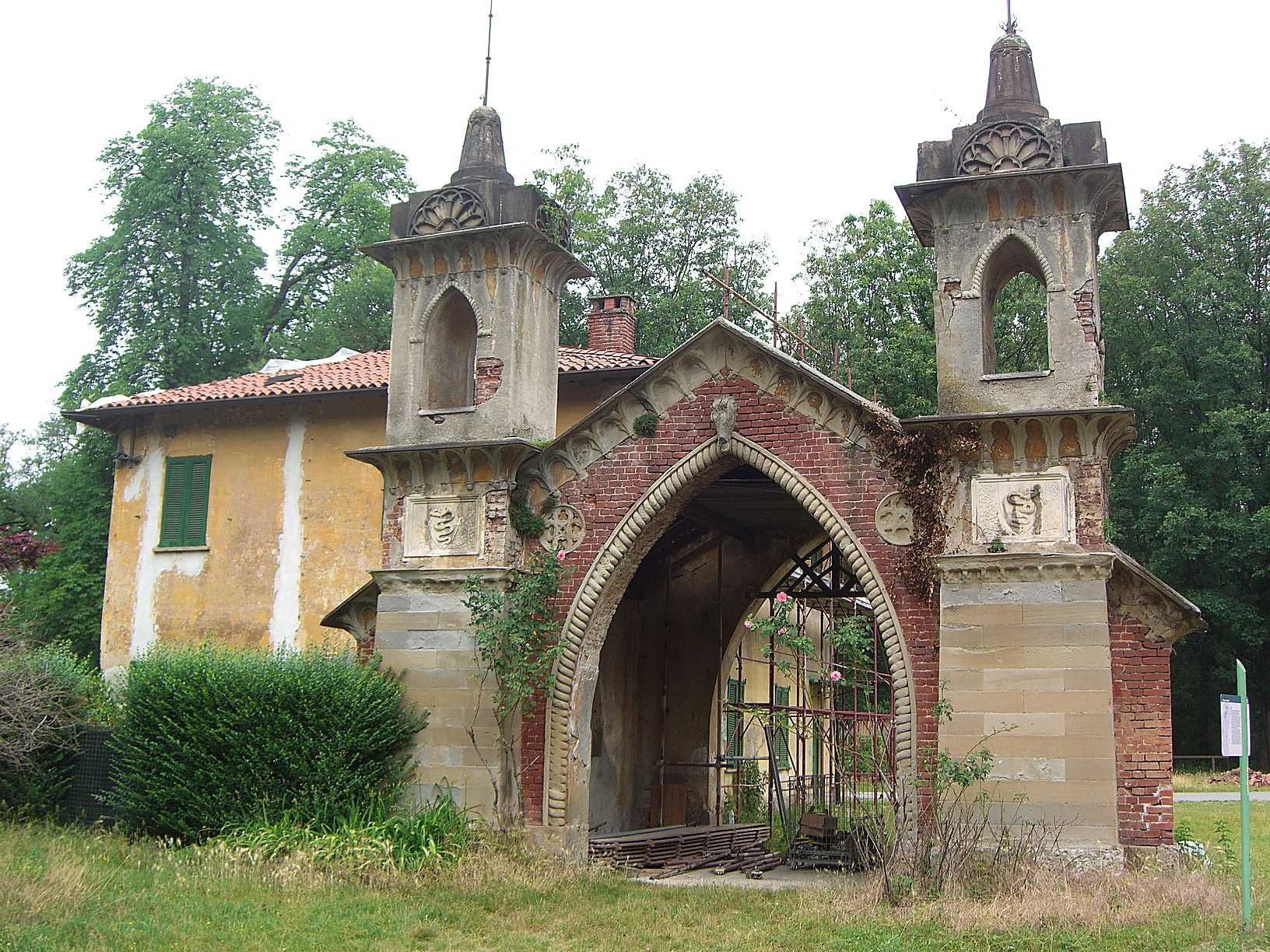
Il Serraglio dei Cervi nel parco della Villa Reale di Monza, un esempio di ménagerie del XIX secolo.

Con la Rivoluzione francese, i serragli vennero perlopiù chiusi perché giudicati un'ostentazione del potere secondo i canoni dell' Ancien Régime, ma essi vennero ripresi già nella prima metà dell'Ottocento con esempi grandiosi come ad esempio lo zoo di Londra ed i primi giardini zoologici in tutto il mondo. Parallelamente agli zoo, continua a sopravvivere seppur diminuita nella sua consistenza la presenza dei serragli da caccia, concentrati prevalentemente nelle grandi residenze estive, ma per la prima volta diffusi anche in residenze private della grande aristocrazia che, privata di un governo centrale forte, iniziava a tenere proprie "corti". Tra gli esempi più significativi di quest'epoca ricordiamo il Serraglio dei Cervi della Villa Reale di Monza, costruito da Luigi Canonica nel 1809, o la Fagianaia Reale nel medesimo parco o in realtà più piccole come Villa Annoni a Cuggiono (MI) o Villa Gromo di Ternengo a Robecco sul Naviglio (MI).
Questi elementi d'architettura, di natura prettamente privata o ristretta ad un gruppo di privilegiati, rimasero in uso per tutto il secolo fino all'inizio del Novecento quando essi vennero sempre più sostituiti da zoo pubblici, posti nelle città e fruibili liberamente da tutti, di modo che essi e la cultura che essi ispiravano potessero divenire sempre più appannaggio di molti.